# Schanskuilen
De Schanskuilen is een bos- en natuurgebiedje van ca. 25 ha oppervlakte in de gemeente Horst aan de Maas in Nederlands Limburg. Het ligt op ca. 1 km afstand van de zuidelijke tip van de Mariapeel en op korte afstand van het natuurgebied Dal van de grote Molenbeek. Het is daarom van belang als ecologische verbindingszone en toevluchtsoord voor de fauna. Het bestaat deels uit aangelegd naaldbos en deels uit spontaan bos van dennen en berken, ontstaan uit een verdroogd Peelrestant.   
In 1939 waren er plannen voor ontginningen in dit gebied maar door de oorlog zijn die nooit gerealiseerd.
In 1924 zijn er een aantal folkloristische verhalen over dit gebied gepubliceerd.